# Charles Chaplin Productions
Charles Chaplin Productions était une société de production cinématographique américaine créée par Charles Chaplin.

## Histoire
Le demi-frère de Charlie Chaplin, Sydney Chaplin, en a été le directeur à partir de 1918. Charles Chaplin produit 9 films distribués par la First National entre 1918 et 1923.
La société de production de Charlie Chaplin a été associée avec United Artists qui a distribué ses films entre 1926 et 1939.

## Filmographie

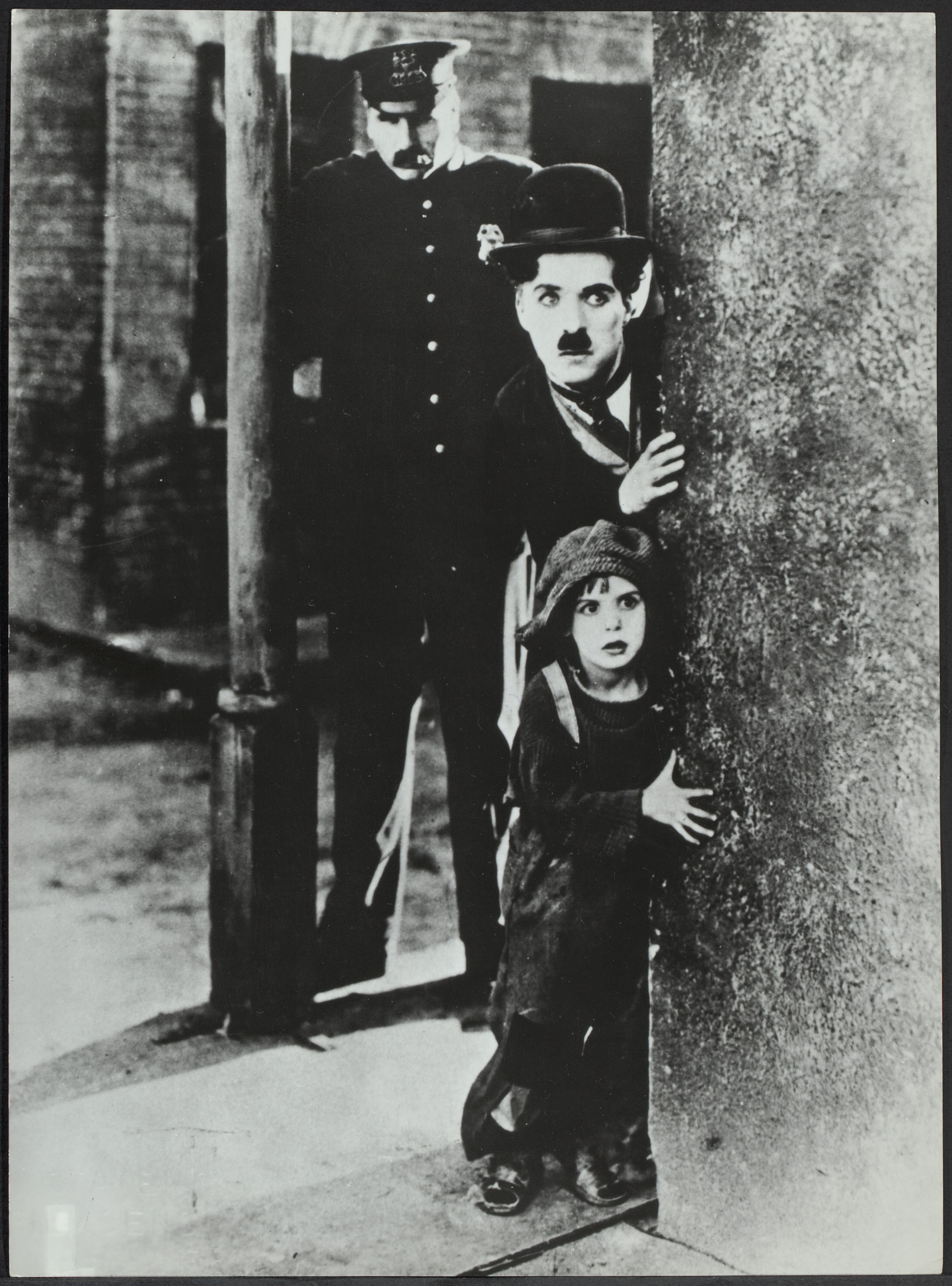
Le Kid en 1921

- 1919 : Le Professeur (inachevé)
- 1919 : Une idylle aux champs
- 1921 : Le Kid
- 1925 : La Ruée vers l'or
- 1928 : Le Cirque
- 1931 : Les Lumières de la ville
- 1936 : Les Temps modernes
- 1940 : Le Dictateur
- 1947 : Monsieur Verdoux
- 1967 : La Comtesse de Hong-Kong